# 汽车
- 關於無人駕駛車輛，請見「自動駕駛車輛」。
- 關於汽車以前的定義，請見「蒸汽機關車」。

汽車，現指自動車（英式英语：car；美式英语：automobile；美国口语：auto）或機車，即本身具有動力得以驅動前進，不須依軌道或電纜，得以動力行駛之車輛。廣義來說，具有兩輪或以上以原動機驅動之車輛，便可稱其為汽車；狹義來說，僅指三或四輪以上，以熱機驅動之車輛為汽車（亦是生活中所說之汽車）。第一輛全尺寸汽車由尼古拉·约瑟夫·居纽製造出來。而德國工程師卡爾·本茨和則被為現代化汽車之父。賓士製造了三輪汽車以後，戈特利布·戴姆勒首先製造四輪汽車，美國人亨利·福特首先大量生產平價汽車，是使汽車得以普及化的人。

## 定義
清末民初，汽車原是指行駛於鐵路上的蒸汽機關車（steam locomotive），而以「汽車」作為簡稱。1905年之後，才開始有自動車（automobile）的定義。
英語autocar、automobile，或auto的意思，是指不用馬拉動，車本身帶有動力，自動車的譯法也來自於此。
在當代一般用語中，汽車通常指四輪以上的熱機自動車，使用揮發性的燃油與空氣混合，使著火爆發來產生原動力，主要在公路上行駛，用來載人或搬運貨物。
然而在交通管理上，部分國家作法則略有差異。以中華民國為例，非使用電力架線的電動車，以及二輪、三輪的動力車輛（摩托車），也被視為汽車而納管。在日本，使用內燃機動力的三輪車輛或排氣量大於125ml的二輪車輛，也被視同自動車而納管。
但從開發的歷史和未來角度上自動車定義十分廣泛，英語的automobile，即只需要有內置動力源和不需要外鋪的軌道的陸上交通工具，包括了曾經被淘汰但因符合環保需要而復興的新能源汽車，最近實現的科幻中的自動駕駛汽車等，乃至使用履帶行走的坦克車等。而在科幻文化中更把一些其實和其他交通工具重疊的機器當作汽車，如飛行車和步行車歸併入飛行器和機器人更妥當。

## 歷史

### 二十世紀之前

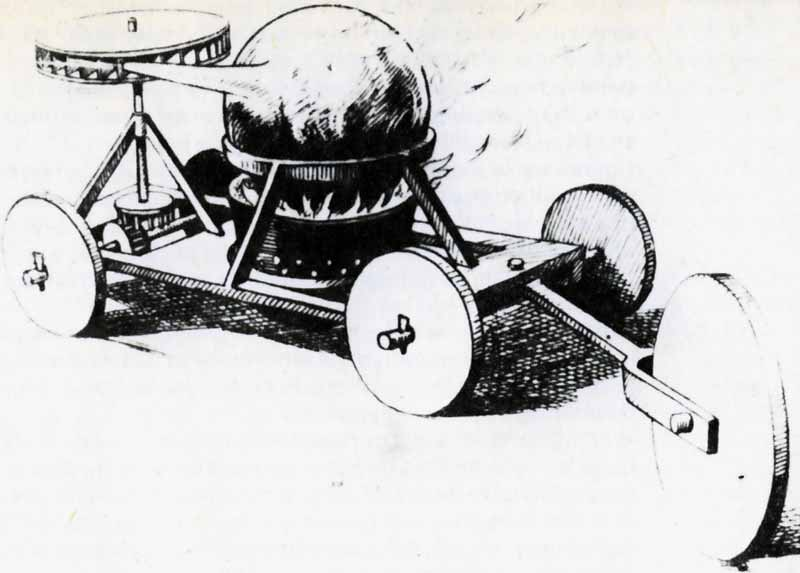
南懷仁於西元1672年設計的汽車，本圖收錄於18世紀出版品中

十五世紀時達文西在未確認的時代，設計出一輛發條驅動的車輛。
1620年，意大利人布兰卡发明「反击涡轮式蒸汽轮机」（counterattack Blanca turbine steam turbine），用以带动轮车。
1649年，德意志的錶匠汉斯‧豪奇，根據達文西的設計，做出一輛用發條驅動的車子。
1670年，荷兰的物理学家惠更斯用火药在汽缸内燃烧，热能膨胀推动活塞运动，形成了现代“内燃机”的工作原理。
1672年，耶穌會修士南怀仁曾設計一個用蒸汽作為動力來源的車，給當時中國的康熙帝，是一個65公分長的玩具車，無法載人或司機，不確定設計的車輛後來是否製作成功，這可能是最早設計的汽车。
1766年，英国发明家詹姆斯·瓦特改进了蒸汽机，拉开了第一次工业革命的序幕。
1769年，法国陆军工程师尼古拉·约瑟夫·屈尼奥制造出第一辆小版本的蒸汽机驱动汽车。
1770年，屈尼奥造了第一台全尺寸的汽車，據說可以載4個人，時速3.6公里。
1771年，尼古拉·约瑟夫·居纽改进了蒸汽汽车，时速可达9.5公里，牵引4至5吨的货物。據報導第二輛原型車撞倒了巴黎公園或巴黎兵工廠的磚墻或石牆，这是世界上第一起机动车事故。
1794年，英国人罗伯特·斯特里特首次提出把燃料和空气混合制成混合气体以供燃烧的构想。
1796年，意大利科学家伏特发明了世界上第一台蓄电池，这项发明为汽车的诞生和发展带来了历史性的转折。
1801年，法国人菲利普·勒邦提出煤气机原理。
1803年，英国工程师理查·特里维西克采用新型高压蒸汽机，可乘坐8人，在行驶中平均时速13公里，从此，用蒸汽机驱动的汽车开始在实际中应用。
1807年，法国发明家尼西亞·尼佩斯和他的兄弟克洛德創造了可能是世界上第一台內燃機（他們稱為Pyréolophore），但他們選擇將其安裝在法國索恩河上的船上。.巧合的是，1807年，瑞士發明家弗朗索瓦·伊萨克·德里瓦設計了自己的「德里瓦引擎」，並用它開發了世界上第一台由這種發動機提供動力的車輛。
1838年，英国发明家亨纳特发明了世界第一台内燃机点火装置，该项发明被世人称之为“世界汽车发展史上的一场革命”。
1842年，美国人查理·固特異发明了硫化橡膠轮胎。
1859年，法国物理學家普兰特发明了铅蓄电池，为汽车的用电创造了条件，被称之为“意义深远的发明”。
1860年，法国电器工程师艾蒂安·雷諾制成了第一部用电火花点燃煤气的煤气机。
1862年，法国工程师艾蒂安·雷諾发明以天然气为原料的二冲程卧式内燃机。阿方斯·博·德·罗沙發表了四冲程理論。
1867年，德国工程师尼古拉斯·奧托（1832-1891）研制成功世界上第一台往复活塞式四冲程煤气发动机。
1876年，奥托制成了单缸卧式、压缩比为2.5的3千瓦内燃机。
1879年，  卡尔·本茨开发的第一台固定式汽油发动机是单缸二冲程发动机，于 1879 年除夕首次运行。
1885年，德国工程师卡爾·賓士在曼海姆制造成一辆装有0．85马力汽油机的三轮车，被認為是現代化汽車的發明者。
1886年，曼海姆专利局批准卡爾·賓士为其在1885年研制成功的三轮汽车申请的专利，这一天被大多数人称为现代汽车诞生日。次年德国人戈特利布·戴姆勒制成世界上第一辆四轮汽车。之后奥托放弃自己所获得的四冲程发动机专利，任何人都可根据需要随意制作。
1886年1月29日，卡爾·賓士取得世界第一項汽車引擎專利。同年7月，世界第一部四輪汽車正式販售。 
1888年，法國自行车商人埃米爾·羅傑获得卡爾·賓士的许可，开始生产商用汽车。
1893年，鲁道夫·狄塞尔也制成了一台柴油四冲程发动机，即世界首台柴油机。空气在压缩行程中被活塞剧烈压缩而产生高温，之后燃料被喷入气缸，随即发生自燃。
1894年，法國舉行相信是世界第一次公開賽車活動。
1895年，卡爾·賓士推出了第一款客車，首次提供載客服務。
1899年，路易·雷諾量產其第一台四門房車，同年取得渦輪增壓的專利。英國首次把馬克沁機槍裝到汽車上。

### 二十世紀

#### 汽車的普及和汽車工業的定型

1908年，有栖川宫威仁亲王（中）正在驾驶一辆英国制造的达拉克轿车，为日本首次的汽车自驾游

在十九世紀末時汽車和電單車在轉動系統開始定型，而以內燃機燃燒石油制品的液體燃料中的汽油和柴油成為主流，但當時的汽車仍然是用手工業方式的制造，雖然已經有標準化的部件組成的量產車，但實際上汽車的產量仍很少。
汽車在實際上被定位為高端的奢侈品，但當時的所謂奢侈並不算很豪華，但只有富裕人士才買得起個人或家庭用的轎車。
亨利·福特在二十世紀頭數年開始試制出一種可以大量生產低價出售的汽車，經六次創業失敗後，福特汽車終於在1908年成功把福特T型车放到裝配線上生產降低售價，又以分期付款進一步普及化了，而且品質甚至優於當時一些手工業制的高價車，因為它可以在爛地上行駛而不發生故障或意外。
福特主義不只是影響了汽車制造業，更是影響到各行各業尤其是廣義的制造業，這使到T型車和福特汽車帶領了美國和世界的經濟和文化發展，甚至改變了人的生活方式。
因為即使不會或不能駕駛汽車的人群，仍然可以乘搭公共汽車。並直接或間接受惠於軍車 、貨車、特殊用途汽車、工程車輛等其他汽車，所以汽車實際變成了日用品和有取代人畜動力的車輛的趨勢。
而T型車的成功也促成了現時所謂的新能源汽車，實際上是在內燃機之外的動力系統沒落，而加油站也不再提供汽油和柴油之外的燃料。

#### 重大事件列表
1902年第一部軍用裝甲車Motor War Car在英國問世服役。
1903年，挪威工程师埃吉迪乌斯·艾林制成了一台燃气涡轮发动机，这是首台能靠燃烧产生的动力对外做功的燃气涡轮发动机，因此他也被称作燃气涡轮发动机之父。
1906年義大利開發出當時世紀最快的汽車Itala，時速二百公里並成為第一種專用來競技的賽車，被看作方程式賽車的原型。
1908年福特T型车問世，成為第一種普及化的轎車，使汽車從奢侈品升格為日用品了。
1917年，第一種坦克車投入一次大戰。
1919年，開始有人用所謂跑車稱呼性能超卓的轎車，而厰家把高性能轎車投入市場和宣傳為跑車。
1922年，博世开发出了机械喷射装置。
1928年，中國第一輛汽車在瀋陽北大營下線。
1929年，德国工程师菲力斯·汪克尔获得了转子发动机的专利，这种特殊的活塞式发动机因此被广泛称作汪克尔发动机，但是发动机的成品直到1950年代才出现。
1930年代，英国人弗兰克·惠特尔和德国人汉斯·冯·奥海恩各自取得了涡轮喷气发动机的专利，而被认为是喷气发动机的发明人。
1939年二次大戰爆發，出現不同於坦克與偵察車的新型装甲車，如自走炮和装甲運兵車等新型的設計。戰後更出現步兵戰鬥車。
因為汽車普及使六十年代起空氣污染問題嚴重，開始取締平常使用含鉛汽油。
石油危機七八十年代使汽車發展受到限制同時，但同樣使到低油粍的經濟型車成為主流，另一方面是各國鼓勵厰家發展接近私家車舒適程度的公共汽車等車型。
日本汽車工業高速發展，由八九十年代便成為世界第一，美國首次不是第一位，而曾經興盛的蘇聯汽車工業在七八十年代便衰退。到21世紀美國才再度增加，而像韓國、中國、印度等其他國家的汽車工業才有國際市場。
1997年豐田普銳斯開始發售，成為第一種量產的混合動力汽車，並開始復興電動車了。

### 二十一世紀
因為進入二十一世紀才僅二十來年故標緻性的事件不多。而最重要的是人工智能和環保成為了新汽車的發展方向。
2001年首種混合動力電動車Toyota Prius商業推出國際市場。
2009年首種純電動車三菱iMiEV电动汽车量產推出市面。
2012年無人駕駛汽車進行路面實際試驗。
2013年美國部分州通過自動駕駛汽車行駛法例。
2017年英國、法國、德國、挪威四國宣告在限期於2040年後，禁止出售使用汽油和柴油的轎車。
2019年布加迪突破每小時300英里的大關。
2022年特斯拉Model X Plaid是目前地表最快的SUV，0-100公里/時加速最快2.6秒。

## 分類
汽車的分類方式並無定論，若依使用性質區分，一般分為客車、貨車、廂型車及特種車。其中特種車種類繁多，包括警察車、消防車、救護車、工程車、吊車、禮車、教練車、殘障用特製車、灑水車、郵車、垃圾車、清掃車、水肥車、囚車及靈車等。
若依所用燃料分類，則分為汽油車、柴油車、電動車、油電混合車及氣體燃料車等。
若依車體風格分類，則分為都市車、敞篷車、中型車、SUV、旅行車、跑車、豪華車、掀背車等。

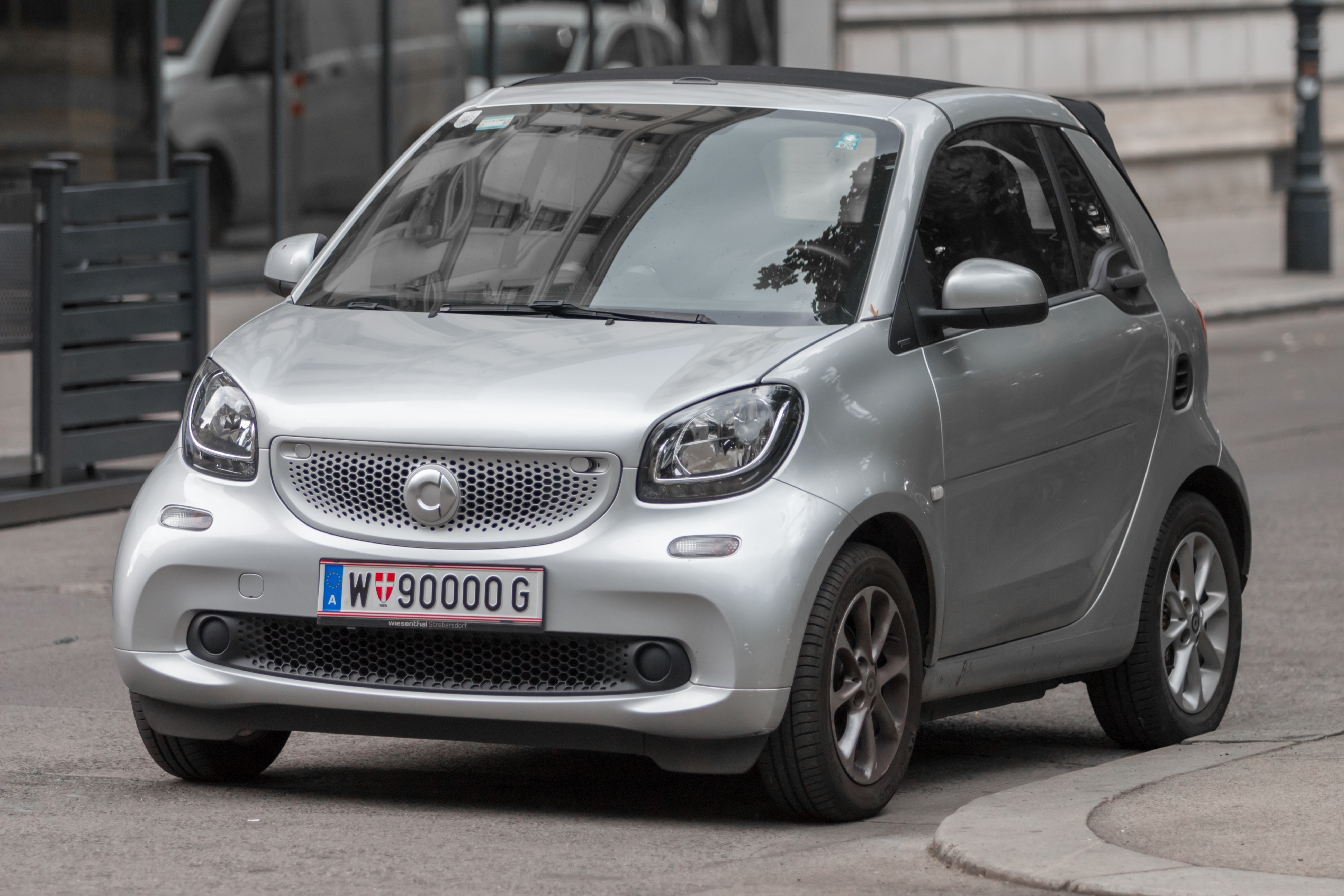
都市車（Smart Fortwo)
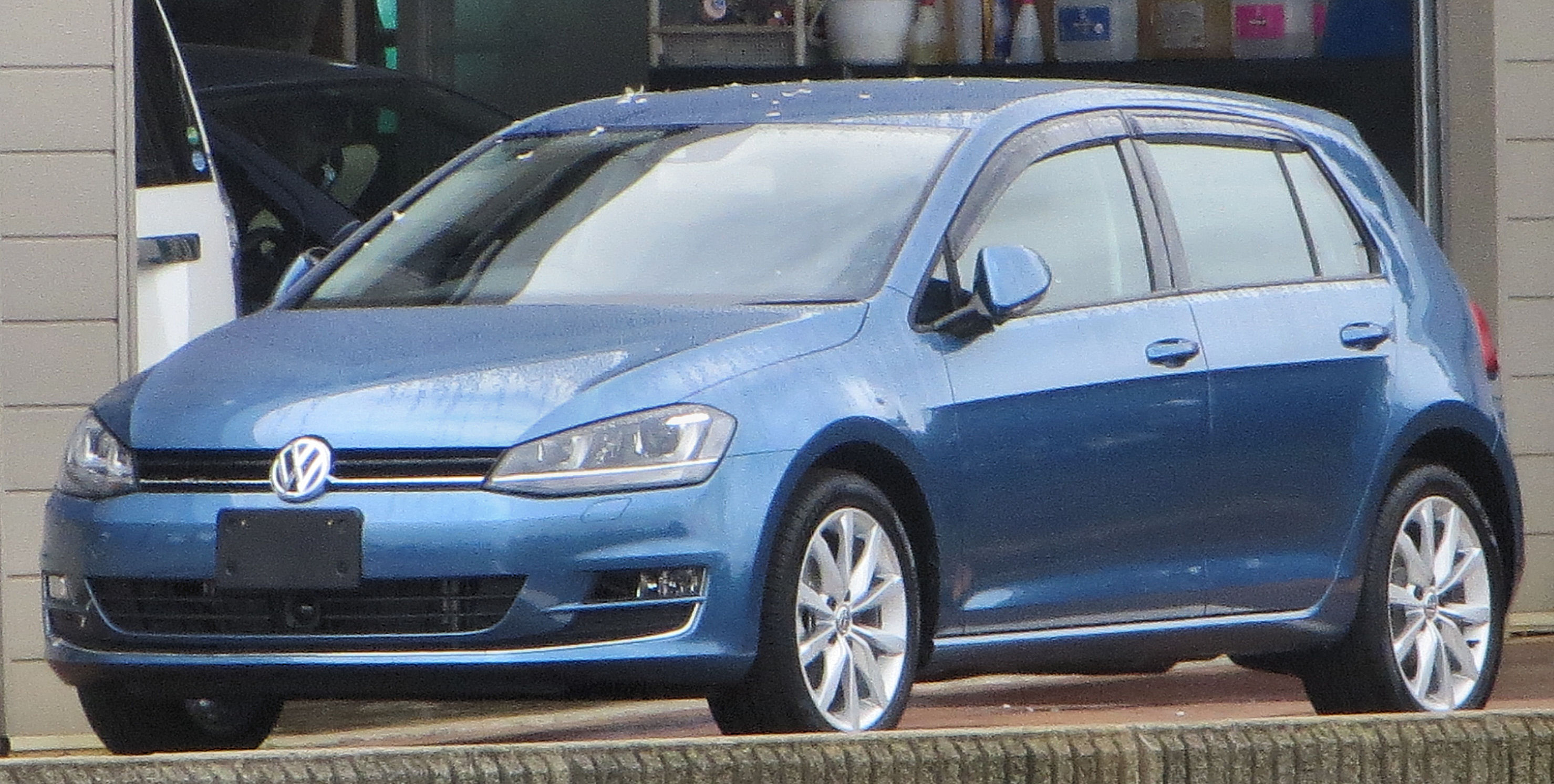
掀背車（大众高尔夫）
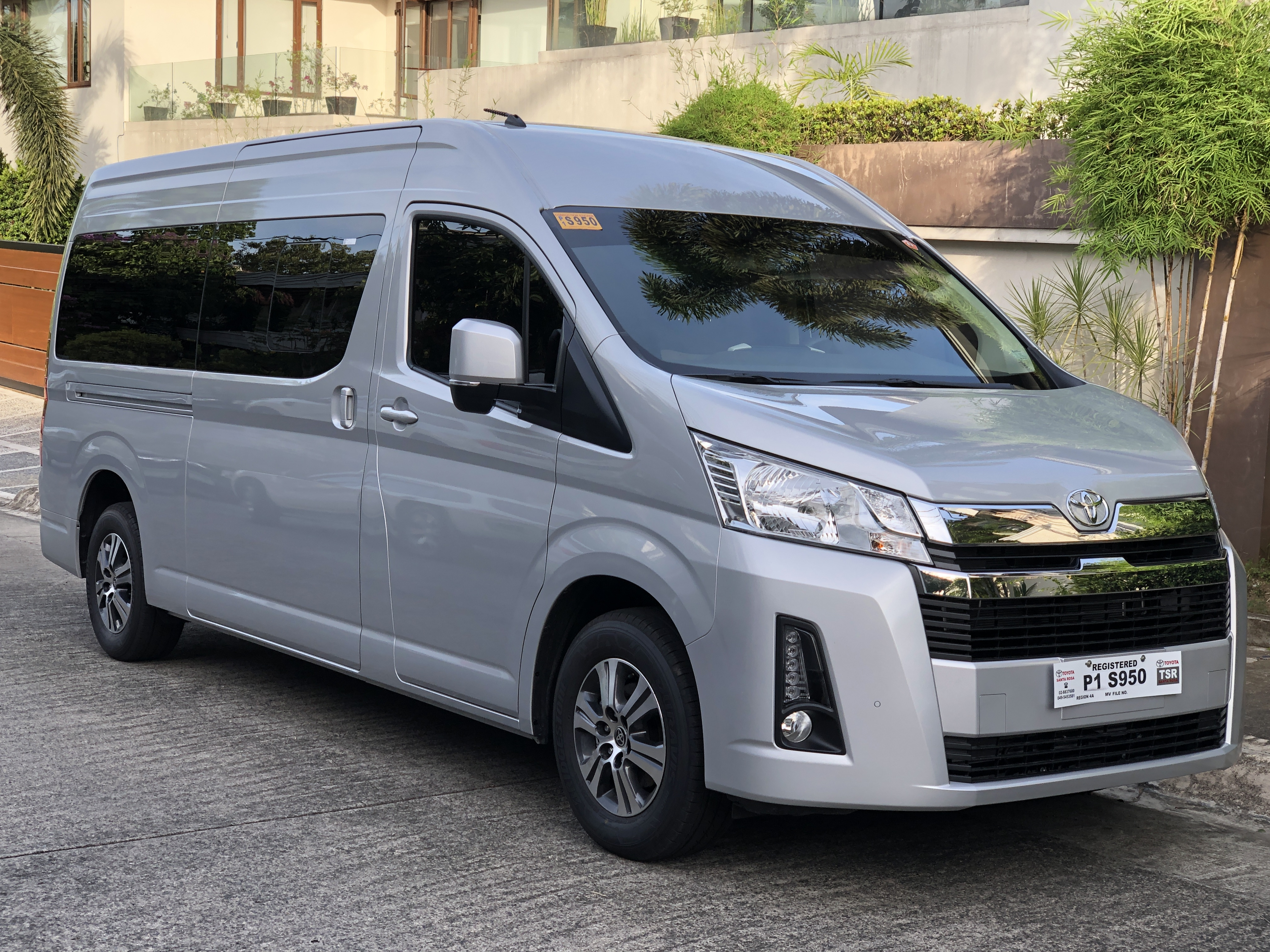
客貨兩用車（豐田Hiace）
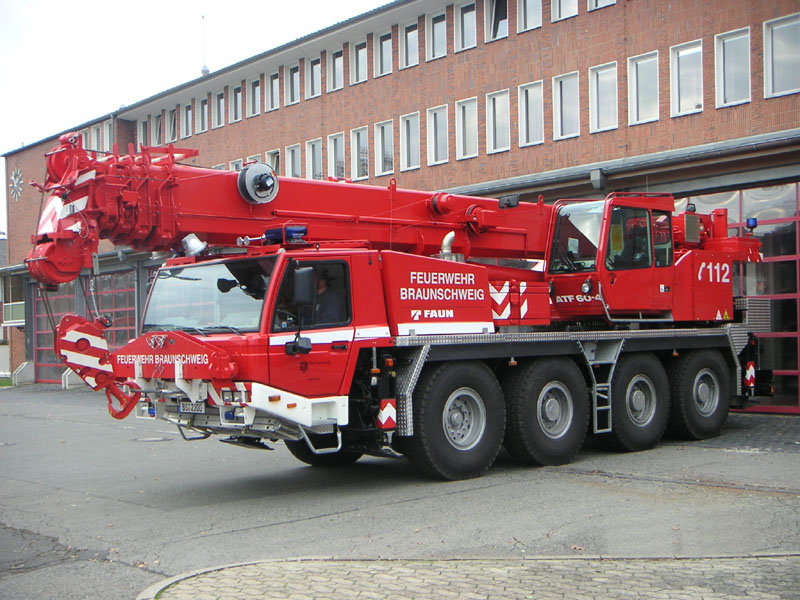
吊車
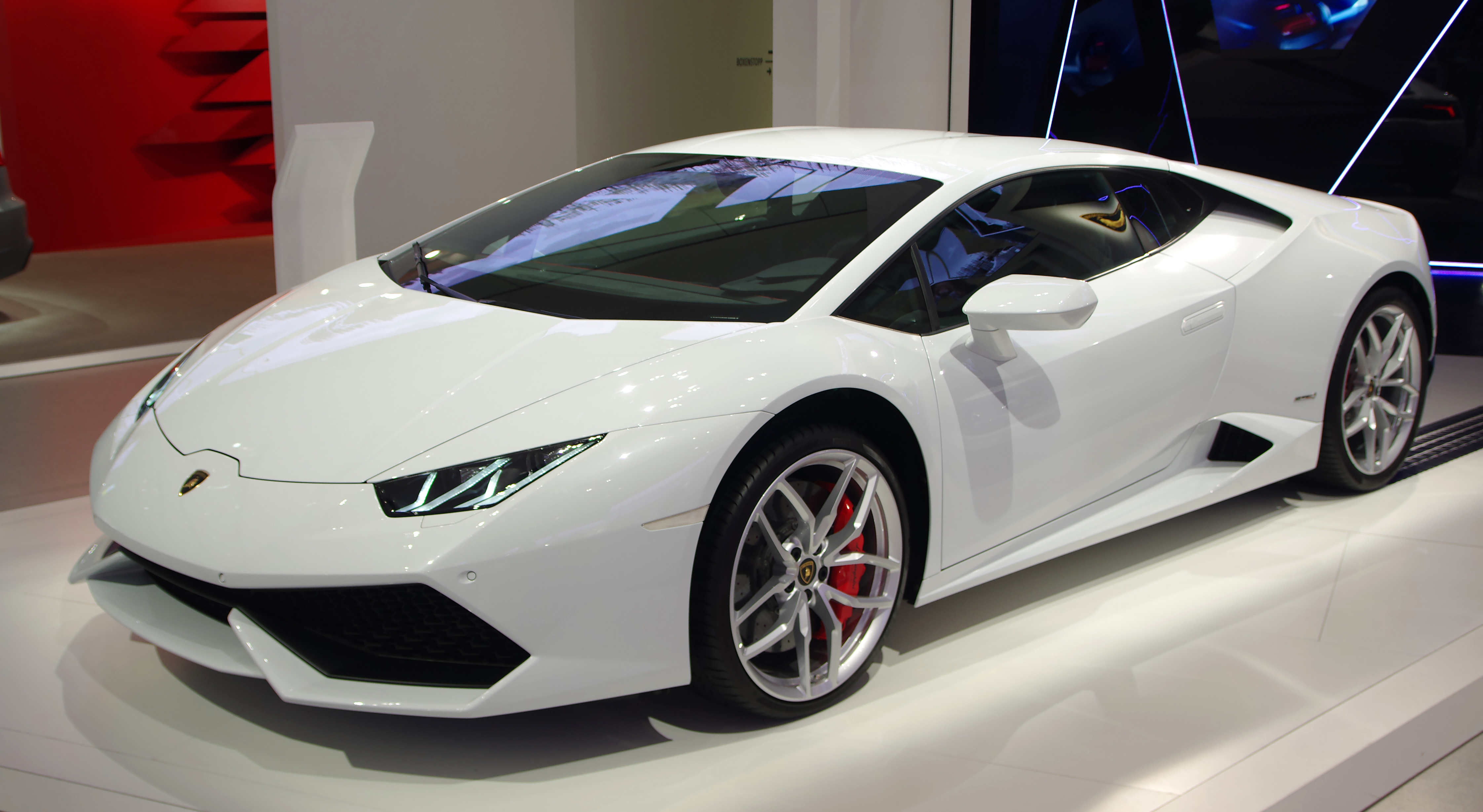
超級跑車（兰博基尼Huracán）
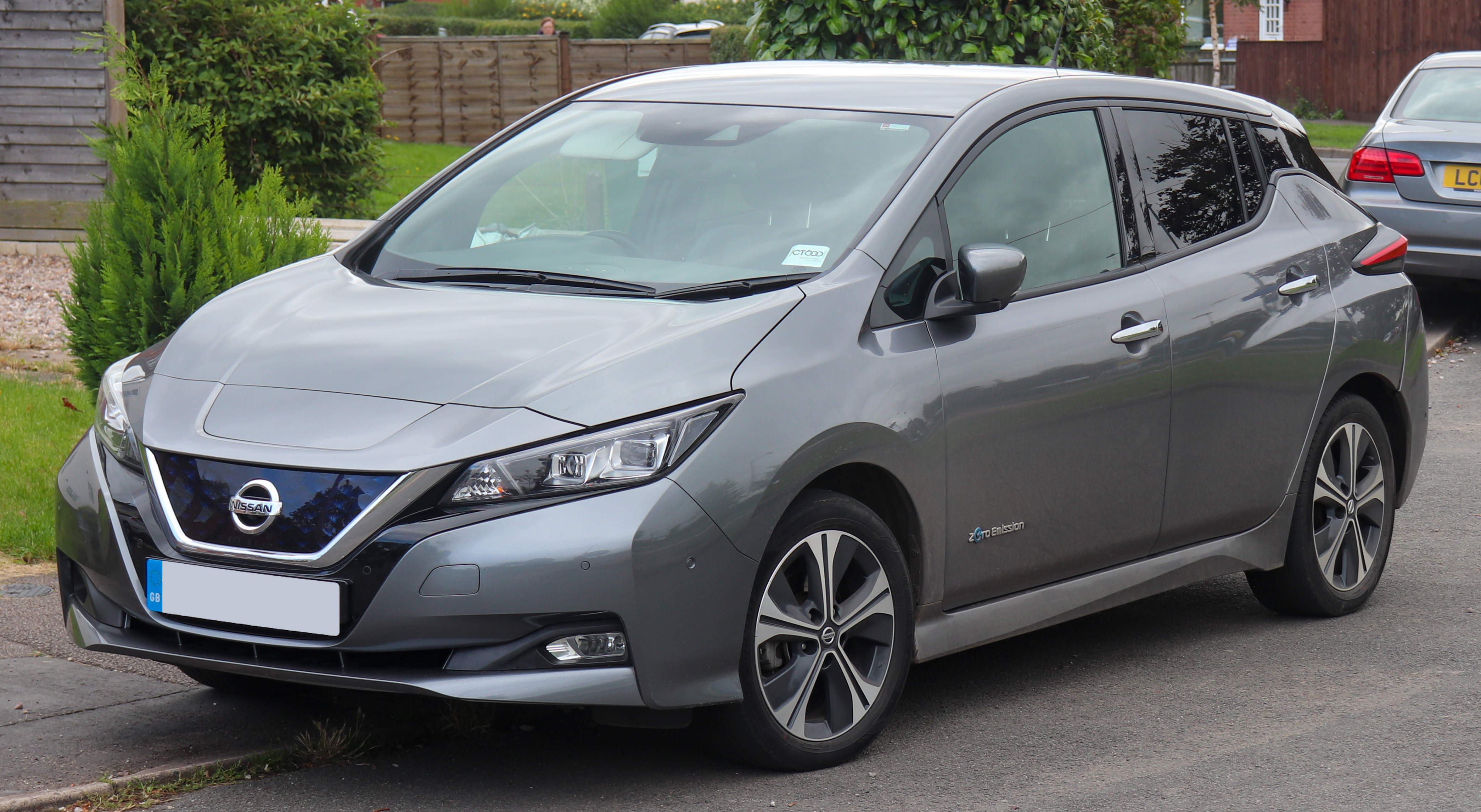
電動車（日產Leaf）

## 汽車面對的挑戰

### 對環境影響

2008年每千人擁有汽車比率
601+
501-600
301-500
151-300
101-150
61-100
41-60
21-40
11-20
0-10

汽車一般使用汽油、柴油等石化燃料作為動力來源，在車輛行動中會排放二氧化碳等廢氣，是造成空氣污染、全球暖化及酸雨的原因之一。美國環保署統計車輛每消耗一加侖汽油，會產生8,887克的二氧化碳，柴油車每消耗一加侖柴油，會產生10,180克的二氧化碳。因此，提昇燃油效率以減少廢氣排放量，成為重要議題。許多國家使用像道路稅或是能源稅等財政政策減少民眾車輛的購買。此外，為了解決這些問題，發展電動車及混合動力車，也是熱門的發展方向，已吸引許多汽車製造商的投入研發；因為可以將原本由車輛所產生之汙染，轉移至發電廠（或製氫廠等）集中處理，不僅大大降低後端汙染處理成本、亦增進汙染處理之效率及效能、甚至能提升燃油效率（以更少的油得到更大的能量；畢竟現在科技依然無法將汽油之化學能全部轉換成我們能使用的能量，但發電廠卻能轉換得比小型內燃機好）。為此，許多發達國家都由政府推動各種獎勵措施，試圖解決大量使用汽車所造成的環境問題。像燃料稅就可以有效的獎勵效率更高或污染更少的車輛（如電動車、混合動力車或是用替代燃料的新能源汽車）。高燃料稅可以有效的使消費者考慮購買較小、較輕、較省油的車，或是甚至不開車。平均而言，現在的汽車中有75%是可以回收的，而使用回收的鋼鐵可以減少能源的消耗及污染。美國國會會定期的針對聯邦政府訂定的燃油效率提出討論，客車的標準在1985年訂定，燃油效率為27.5英里每美制加侖（8.6公升每100；33.0英里每英制加侖），輕型卡車的標準在2007年修改，燃油效率為22.2英里每美制加侖（10.6公升每100；26.7英里每英制加侖）。

### 對石油產品的消耗
因為較高污染低效能的燃燒汽油或柴油的內燃機，加上本來燃料的原料的石油的天然儲存量有限，開採艱難和集中在少數地方，也是很多人反對個人大量依賴轎車代步，更討厭浪費汽油的飆車族為了刺激和炫耀慣常地開快車的行為。
傳統的社會主義國家對轎車有嚴格管制，並抵制跑車與賽車。即使沒有明確政治信仰的人亦有類似的主張，稱為可持續交通與無車運動。

### 安全性

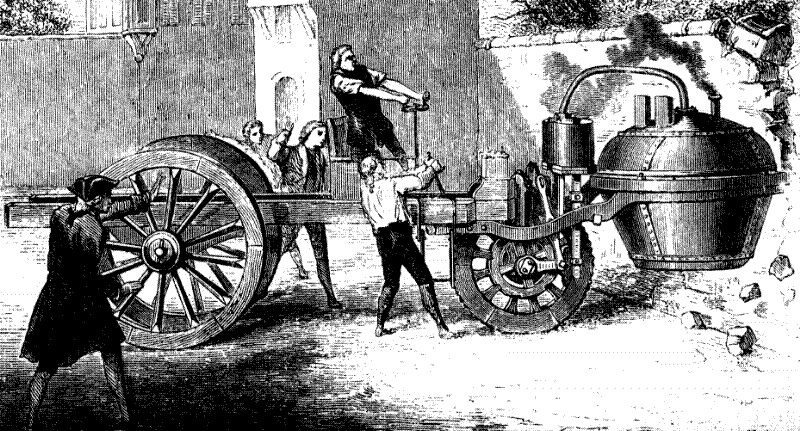
第一件汽車交通事故，發生於1771年

道路交通事故（或稱“車禍”），是涉及車輛在內的一種意外事件，可能造成重大的生命財產損失。由於現代運輸中機動車輛是必須的，因此交通事故在絕大多數人一生中都會遇上。而且在大部分國家，交通事故幾乎一定會在國民意外死因中，佔有非常前排的順位。
發生交通事故的原因很多，包括駕駛因素（例超速、超載、不當超車、未保持安全距離、酒後駕駛等）、車輛因素（例如機械故障、爆胎等）、路況因素（例如路面坑洞、交通號誌故障等）及天氣因素（例如濃霧、暴風雪、豪雨等），都有可能危及駕駛、乘客、路人及其他車輛使用者的生命財產安全。

## 基本構造
說明：詞彙內容選用多數汽車公司所擁有的科技詞彙為對象，不計少數汽車公司的科技詞彙。詞彙名稱與中譯名稱皆以台灣汽車工業或學術机構常用的美式英語名稱為對象，不使用日式英語詞彙。另外，兩岸三地的汽車專業詞彙皆有所差異，故特意保留英文名稱，以便搜尋或創建。

### 技術與結構
- 燃料技術：內燃機、蒸汽車（steam car）、純電動車、氫氣車、混合動力車、替代燃料車（Alternative fuel Vehicle）、汽油、柴油、液化石油氣、生質柴油、直接噴射（direct injection）、間接噴射（Indirect Injection）、汽油直接噴射、柴油直接噴射（diesel direct injection, DDI）
- 驅動方式：前輪驅動、後輪驅動、四輪驅動
- 引擎位置：前置引擎、前中置引擎（front-mid-engine design）、後中置引擎（rear-mid-engine design）、後置引擎（rear-engine design）
- 傳動型式：前置前驅、前置後驅、前中置後驅（FMR layout）、後中置後驅（RMR layout）、後置後驅
- 引擎結構：汽油引擎、柴油引擎、火花點火、壓縮點火、二衝程循環、四衝程循環、底置凸轮轴（OHV）、頂上凸輪軸式（SOHC）、頂上雙凸輪軸式(DOHC)、直列引擎（straight engine）、往復引擎、水平對臥引擎、轉子引擎、V型引擎、H型引擎（H engine）、W型引擎

### 零件與附件
汽車是複雜頗高的工業化產品，包含有各式各樣的主系統、次系統及零組件。以一般小轎車而言，就有引擎系統、底盤系統及電氣電子設備系統等主要系統；主系統之下又有冷卻系統、潤滑系統、點火系統、啟動系統、傳動系統、煞車系統、懸吊系統、轉向系統等次系統。一部車約有多達8千多個零組件、3萬多種零件。

#### 冷卻系統
引擎最適當的工作溫度約為攝氏80~90度，過熱時容易加速機件的磨損，以及容易引起爆震、燃料系統汽阻、引擎無力等狀況；而溫度過低時，則會造成汽油汽化不完全。冷卻系統的功能即在於將燃燒過程中未使用的熱量散出去，使引擎可工作在正常溫度之下，一般引擎冷卻系統可分為空氣冷卻及水冷卻兩種。空氣冷卻主要是靠著引擎上的散熱片以及流動的氣流來進行冷卻。水冷卻是靠循環的冷卻水來進行冷卻，優點為馬力較大、冷度均勻、噪音小，缺點為重量大、保養不易且機械耗損較大。目前大多數汽車，使用的是水冷卻式系統。
舊式引擎大多採用自然對流的汽缸設計，利用水溫變化時的比重差異，達成冷熱水對流的冷卻效果。但由於目前引擎的轉速及馬力較大，自然對流循環的設計已無法達成有效的冷卻散熱，因此目前多已改採壓力強制循環式設計。
水冷卻系統主要是由汽缸、水幫浦、水箱、輸水管、冷卻風扇、節溫器等所共同組成。冷卻水循環又可分為小循環與大循環兩種，小循環是指冷卻水只在水幫浦與引擎處循環；而大循環是指冷卻水在水幫浦、引擎與水箱間循環。在引擎剛啟動時，為了讓引擎溫度能夠迅速的上升到適當的工作溫度，因此使用的是小循環；當引擎達到工作溫度後，冷卻水流向水箱的控制閥會開啟，讓溫度高的冷卻水流至水箱中散熱。

#### 潤滑系統
引擎的各機件，需要潤滑油以幫助降低摩擦，否則將導致引擎本體磨損、溫度過高等現象。潤滑油主要包含以下功能：
- 潤滑作用：引擎活塞環與汽缸壁之間，目視看起來平滑，但若以顯微鏡觀察，其表面實際上仍有凹凸不平，將導致摩擦損耗。因此藉由機油，使金屬表面產生油膜，達到潤滑效果。
- 冷卻作用：引擎內部各機件承受著活塞與汽缸壁運作時產生的熱，若只靠著冷卻系統，無法達到完全的散熱，因此需要機油將熱吸收送到外部冷卻。
- 清潔作用：將摩擦產生的鐵屑等細微雜質加以過濾。
- 緩衝作用：在摩擦的機件之間，產生一層油膜，具有緩衝作用，以減少震動。
- 防蝕作用：燃料內所含的硫化物在燃燒後產生氧化硫，與水蒸氣結合後將產生具有腐蝕性的硫酸，會侵蝕活塞或軸承等內部機件。機油循環時，能將之帶走。
- 密封作用：於汽缸壁及活塞之間產生油膜，具有密封作用，避免壓縮氣體外洩，能夠完全燃燒。
- 防震作用：壓縮氣體燃燒爆發的瞬間，活塞銷與曲軸軸承受到衝擊力，潤滑油能承受此衝擊力。
- 液壓作用：現代車輛大多採用液壓舉桿，潤滑油可充當液壓油。

潤滑系統可依照潤滑方式，分為下列幾種：
- 噴濺式：當引擎運轉時，連桿上的油杓會將油槽中的潤滑油撥起，噴濺到需要潤滑的機件上。
- 完全壓力式
- 部分壓力式
- 噴濺壓力式

潤滑系統主要包含以下機件：
- 機油泵：常見的機油泵可依構造分為齒輪式、葉片式、轉子式、柱塞式等。
- 機油濾清器：在引擎運作過程中，燃燒不完全的碳元素和機油因高溫氧化產生泥渣混入機油中，容易造成引擎機件磨損。機油濾清器可使機油經常保持清潔，延長引擎機件的使用壽命。依機油過濾方式，主要可分為全流式、旁通式、分流式機油濾清器。
- 油尺：用來檢查引擎的機油量。
- 機油壓力錶：用來確保機油壓力是否足夠，機油必須有足夠的壓力，才能確保潤滑系統的效能。